# Cast Up by the Sea (film 1907)
Cast Up by the Sea è un cortometraggio muto del 1907. Il nome del regista non appare nei titoli del film che dovrebbe essere interpretato da Florence Turner . L'attrice, qui, è ai primi passi di una carriera che, durata fino al 1943, la vide interprete di circa 180 pellicole

## Produzione
Il film fu prodotto dalla Vitagraph.

## Distribuzione
Distribuito dalla Vitagraph, il film - un cortometraggio di 133 metri - uscì nelle sale statunitensi il 14 settembre 1907.